# Ambra (przedsiębiorstwo)
Ambra Spółka Akcyjna – polskie przedsiębiorstwo przemysłu spożywczego z siedzibą w Warszawie, notowane na Giełdzie Papierów Wartościowych. Wraz ze spółkami zależnymi prowadzi działalność głównie w zakresie produkcji, imporcie i dystrybucji win.

## Struktura
Przedsiębiorstwo jest podmiotem dominującym grupy kapitałowej, w skład której wchodzą:
- Soare Sekt a.s. w Czechach – 100%
  - Soare Slovakia s.r.o. na Słowacji – 100%
  - Vino Valtice s.r.o. w Czechach – 100%
- Karom Drinks s.r.l. w Rumunii – 56%
- Przedsiębiorstwo Handlowe Vinex-Slaviantsi sp. z o.o. (KRS 0000021161) w Toruniu – 51%;
- TiM S.A. (KRS 0000048579) w Bielsku-Białej – 51%[4].
- Zarea S.A. w Rumunii – 51%
- Winezja.pl Sp. z o.o. w Warszawie – 100%

## Działalność
Grupa zajmuje się produkcją, importem i dystrybucją win. Ambra jest właścicielem marek win musujących „Dorato”, „Cin&Cin”, „Michelangelo”, „Fresco”, „El Sol” i „Pliska”. W ofercie ma również wina niemusujące, wina typu aperitif, napoje bezalkoholowe „Piccolo”, a także Cydr Lubelski. Klienci grupy to głównie sieci handlowe, hurtownie i gastronomia. Grupa jest również właścicielem sieci specjalistycznych sklepów pod marką CENTRUM WINA.

## Historia
Początki przedsiębiorstwa to założona 20 września 1990 r. spółka z ograniczoną odpowiedzialnością „Kram”, zajmująca się wielobranżowym handlem hurtowym i detalicznym, od 1992 działająca na krajowym rynku win. W sierpniu 1994 została przekształcona w spółkę akcyjną, a we wrześniu zmieniła nazwę na obecną. W tym samym roku jej inwestorem branżowym zostało niemieckie przedsiębiorstwo winiarskie Sektkellerei Schloss Wachencheim AG (obecna nazwa: Schloss Wachenheim AG), obejmując 25% akcji w drodze podwyższenia kapitału obrotowego, w kolejnych latach zwiększając zaangażowanie aż do 100% w 2004. Dzięki pozyskanym w ten sposób środkom Ambra stworzyła system dystrybucyjny, wytwórnię w Woli Dużej koło Biłgoraja, nabyła marki „Cin&Cin”, „Michelangelo” i „Rossijskoe Igristoje”, a także wykreowała własne: „Dorato”, „Fresco” i „Piccolo”.
W 1999 Ambra rozpoczęła budowę grupy kapitałowej od zawiązania spółki Centrum Wina Sp. z o.o. W 2003 nabyła większościowe pakiety akcji czeskiej spółki Soare Sekt a.s. i rumuńskiej Karom Drinks s.r.l. W 2004 przejęła kontrolę nad polską spółką Vinex, specjalizującą się w obrocie winami bułgarskimi. W czerwcu 2005 Ambra zadebiutowała na Giełdzie Papierów Wartościowych w Warszawie, dzięki czemu pozyskała ok. 60 mln zł. Kolejnym przedsiębiorstwem przejętym przez spółkę był Wine Club sp. z o.o. Ambra nabyła też połowę akcji TiM S.A. oraz mniejszościowe pakiety PW Seneclauze sp. z o.o. (późniejsza nazwa: PW LPdV Sp. z o.o.) i rumuńskiej spółki ZAREA S.A.

## Akcjonariat
Według danych z września 2015 największymi akcjonariuszami spółki akcyjnej Ambra byli:
- Schloss Wachenheim AG (poprzednia nazwa: Sektkellerei Schloss Wachenheim AG), posiadający 61,12% akcji i głosów na WZA;
- AVIVA OFE AVIVA BZ WBK – 9,96%.

Pozostałe podmioty i osoby miały 28,92% akcji i głosów.